# (13149) Heisenberg
(13149) Heisenberg (1995 EF8) – planetoida z pasa głównego asteroid okrążająca Słońce w ciągu 5,55 lat w średniej odległości 3,13 j.a. Odkryta 4 marca 1995 roku.